# Pinguim Watch

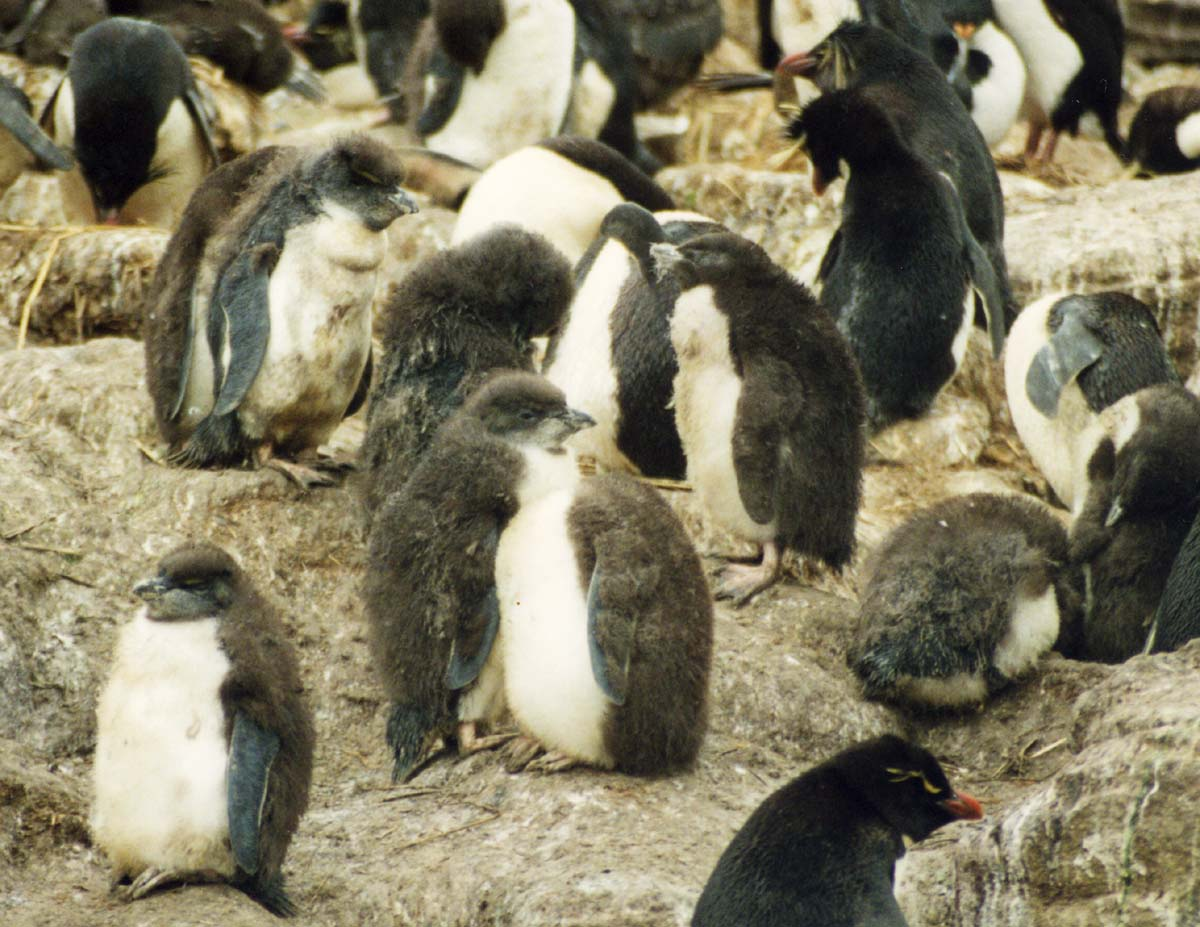

Pinguim Watch é um dos sites baseados na participação informada, consciente e voluntária, de milhares de cidadãos (ciência cidadã) tentando entender a vida dos pinguins. Cientistas viajaram para algumas das áreas mais frias do planeta para aprender mais sobre populações de pinguins. No Pinguim Watch o cidadão pode ajudar cientistas anotar e catalogar centenas de milhares de imagens de animais selvagens na Antártica e do Oceano Austral tomadas ao longo de vários anos.
O Pinguim Watch possui uma ferramenta que leva suas próprias imagens e de outros pesquisadores e as exibe para os membros interessados do público. Isso permite que os voluntários clique em pinguins e ajudar a extrair dados científicos a partir das imagens. Os cidadãos podem marcar pinguins adultos, pintinhos e ovos individualmente nas imagens clicando no centro de cada um de área visível. Às vezes, apenas uma cabeça, a cauda está a mostrar, outras vezes o participante será capaz de marcar o centro do peito / torso.